# Volejbol'nyj klub Kuzbass
Il Volejbol'nyj klub Kuzbass (in russo Волейбольный клуб Кузбасс?) è un club di pallavolo maschile russo, con sede a Kemerovo: milita nel campionato russo di Superliga.

## Storia
Il Volejbol'nyj klub Kuzbass viene fondato nel 2008 e prende subito parte alla Liga A, serie cadetta del campionato russo, ottenendo dopo due sole stagioni la promozione in Superliga. Nella stagione 2010-11 debutta così nella massima serie, dove si classifica solo penultimo in regular season, per poi salvarsi agevolmente dopo i play-out. La stagione successiva inizia notevolmente meglio col terzo posto nel girone orientale in regular season. In Coppa di Russia arriva a disputare la prima finale della propria storia, dove però esce sconfitto dalla Lokomotiv Novosibirsk. In campionato prende parte per la prima volta ai play-off, ma agli ottavi perde in due gare contro la Dinamo Krasnodar; la sconfitta costringe nuovamente il club alla disputa dei play-out, dove arriva un'altra salvezza senza grosse sofferenze, con un dodicesimo posto finale.
Nella stagione 2018-19 la formazione si aggiudica per la prima volta il titolo nazionale e in quella successiva vince anche la Supercoppa russa.

## Rosa 2020-2021
| N° | Nome              | Ruolo | Data di nascita | Nazionalità sportiva |
| -- | ----------------- | ----- | --------------- | -------------------- |
| 1  | Aleksej Območaev  | L     | 22 maggio 1989  | Russia               |
| 2  | Ivan Demakov      | C     | 6 gennaio 1993  | Russia               |
| 3  | Anton Karpuchov   | S     | 23 aprile 1988  | Russia               |
| 4  | Igor' Kobzar'     | P     | 13 aprile 1991  | Russia               |
| 5  | Vladimir Šiškin   | L     | 2 febbraio 1990 | Russia               |
| 6  | Evgenij Sivoželez | S     | 6 agosto 1986   | Russia               |
| 7  | Petar Krsmanović  | C     | 1º giugno 1990  | Serbia               |
| 8  | Roman Pakšin      | S     | 17 aprile 1998  | Russia               |
| 9  | Ivan Zaytsev      | O     | 2 ottobre 1988  | Italia               |
| 11 | Egor Krečetov     | P     | 17 agosto 1999  | Russia               |
| 12 | Michail Ščerbakov | C     | 13 luglio 1985  | Russia               |
| 13 | Bogdan Glivenko   | O     | 26 gennaio 1992 | Russia               |
| 15 | Inal Tavasiev     | C     | 28 marzo 1989   | Russia               |
| 22 | Aleksandr Markin  | S     | 28 luglio 1990  | Russia               |

## Palmarès
- Campionato russo: 1

2018-19
- Supercoppa russa: 1

2019